# Stanisław Bacia
Stanisław Adam Bacia (Bobrowniki, 2 novembre 1914 – Brisbane, 12 aprile 1969) è stato un militare polacco, distintosi come ufficiale nel corso della seconda guerra mondiale. Insignito della Croce d'argento dell'Ordine Virtuti militari n.9007.

## Biografia
Nacque il 2 novembre 1914 a Bobrowniki, distretto di Bedzin-Kielce, figlio di Franciszek e Bronislawa Sznura, all'interno di una famiglia di proprietari terrieri. Lasciò la Grammar School per intraprendere la carriera di impiegato statale con un futuro come insegnante. Completò la sua formazione da insegnante a Dobra Gorn, non lontano da Bobrowniki, nel 1934. Chiamato a prestare servizio militare di leva, completò l'addestramento di fanteria, e il 18 settembre 1934 fu inviato all'accademia ufficiali di Zambrow con il grado iniziale di fuciliere. Fu quindi assegnato al centro di addestramento divisionale di Tarnowski Gory, dove fu promosso allievo ufficiale e assegnato all'11° Reggimento fanteria della riserva. Qui esercitò i ruoli di caposquadra e poi di comandante di plotone. Come riservista si addestrò regolarmente dal 1936 fino allo scoppio della seconda guerra mondiale, e il 1° gennaio 1938 fu promosso sottotenente. Ricevette l'ordine di mobilitazione immediata (un cartellino rosso) il 1° settembre e fu trasferito a Szczakow, dove rimase in caserma per tre giorni in attesa di ulteriori disposizioni. Il 3 settembre fu inviato come comandante di plotone nella difesa di Leopoli con l'11° Reggimento fanteria, colonnello B. Pruger-Ketling, e assegnato ai Lancieri "Jazlowiecki". A quel tempo l'invasione tedesca era penetrata in profondità all'interno della Polonia, avendo attraversato i fiumi Warta e Vistola, tagliando fuori il corridoio di Danzica. Combatté contro i tedeschi durante l'assedio di Leopoli a partire dal 7 settembre, sotto il comando di Władysław Langner, con il generale Franciszek Sikorski che subentrò al comando della difesa il 12 dello stesso mese.
Acquartierato nell'istituto dei sordomuti dal 12 al 15 settembre per compiti di difesa e poteva sentire varie unità impegnate in lontananza. Poiché la caduta della città sembrava imminente, il 15 settembre gli venne ordinato di evacuare in treno verso Kolmyja, prima di essere trasferito su camion e di attraversare il confine con la Romania alle 11:00 del 18 settembre 1939. Inizialmente internato in condizioni così pessime che contrasse la malaria, corruppe un inserviente dell'ospedale con il suo orologio e l'anello con sigillo, ed evase. Ottenne il passaporto presso l'ambasciata polacca a Bucarest il 10 ottobre e di lì a poco, via Jugoslavia, arrivò in nave nel porto di Marsiglia, nella Francia meridionale, il 20 dicembre 1939. Prese un treno per Parigi e si presentò a un centro di raccolta da dove fu inviato a Coetquidan in Bretagna.
Dal dicembre 1939 al 6 aprile 1940  frequentò un corso di addestramento per ufficiali presso il campo prima di essere assegnato alla 2ª Divisione (2.DSP) o 2.Dywizja Strzelcow Pieszych schierata nella Francia orientale, vicino a Belfort. A partire dal 10 giugno, come comandante di un plotone comando indipendente, protesse i varchi nelle troppo estese linee difensive poste tra Belfort e la Foresta di Doub. Per questa azione gli fu conferita la più alta onorificenza militare polacca, la Croce d'argento dell'Ordine Virtuti militari. La sera del 17 giugno il generale Bronisław Prugar-Ketling riferì il grave deterioramento delle condizioni operative della 2.Dywizja Strzelcow Pieszych al generale Marius Daille, il quale concluse che una fuga verso il sud della Francia era ormai impossibile. Il generale Pruger-Ketling dispose l'attuazione dei piani per l'evacuazione di massa in Svizzera, che furono messi in atto per la notte tra il 19 e il 20 giugno. Dal 21 giugno 1940 al 23 febbraio 1945 rimase internato nel villaggio di Bettenhausen dove, su sua richiesta, le autorità elvetiche aprirono una scuola per i militari polacchi affinché potessero riprendere gli studi interrotti.
Dopo lo sbarco in Normandia nel giugno 1944, i polacchi internati osservarono attentamente l'avanzata degli Alleati attraverso la Francia settentrionale. Una volta iniziati gli sbarchi nella Francia meridionale (Operazione Dragoon) il 15 agosto, molti polacchi internati in Svizzera fuggirono oltre confine. Egli fuggì il 23 febbraio 1945 e si riunì all'esercito polacco sotto il comando britannico come primo tenente nella 2ª Brigata di fanteria. Alla fine trasferito in Gran Bretagna, sbarcando a Southampton l'8 marzo 1945. Il 1° gennaio 1946 fu promosso capitano prima di unirsi al Polish Resettlement Corps. Con sede a Peterhead, in Scozia, diresse di nuovo una scuola per giovani soldati polacchi, compresi quelli che erano stati portati in Germania come schiavi. Fu congedato con onore il 7 marzo 1947. Sposò Hilda Baird, di una nota famiglia di Peterhead, il 15 febbraio 1947 e i due si trasferirono in Australia nel 1952 viaggiando a bordo della sulla SS Ormonde.  Una volta arrivata la coppia acquistò una casa a Brisbane, avviando con successo una propria attività lavorativa. Fino alla sua scomparsa, avvenuta il 12 aprile 1969 per un infarto miocardico acuto, guidò sempre il contingente polacco all'ANZAC Day di Brisbane. La salma fu tumulata nel cimitero di Mount Gravatt.